# Living Computers: Museum + Labs
Living Computers: Museum + Labs (LCM+L) was een computer- en technologiemuseum gevestigd in Seattle in de Verenigde Staten. LCM+L herbergde een collectie historische computers waar bezoekers interactief mee aan de slag konden, hetzij via timesharing besturingssystemen of single-user interfaces. Dit gaf gebruikers de kans om de computers daadwerkelijk online of in het museum zelf te gebruiken. Daarnaast bood het museum ook interactieve opstellingen met hedendaagse technologieën zoals zelfrijdende auto's, het internet der dingen, big data en robotica. LCM+L had ook een breed scala aan educatieve programma's en evenementen die georganiseerd werden in hun ultramoderne klaslokalen en labruimtes.
LCM+L, oorspronkelijk bekend als Living Computer Museum en daarvoor PDPplanet.com, werd op 9 januari 2006 opgericht door Paul Allen, medeoprichter van Microsoft. Via PDPplanet.com konden gebruikers telnetten naar historische computers en ervaren hoe het was om met timesharing apparatuur te werken van DEC, IBM en AT&T.
Op 25 oktober 2012 opende het museum zijn deuren zodat bezoekers ook ter plaatse kennis konden maken met de computers en randapparatuur die tentoongesteld werden. De collectie, bestaande uit publiekelijk gedoneerde objecten en de persoonlijke collectie van Paul Allen, gaf een uitgebreid overzicht van hoe computers en technologie geëvolueerd zijn in de voorbije 50 jaar. De werkende computers van het museum omvatten één supercomputer, zeven mainframes, 10 minicomputers en meer dan drie dozijn microcomputers.
Op 18 november 2016 veranderde het museum zijn naam in Living Computers: Museum + Labs om zijn bredere doelstellingen te weerspiegelen, namelijk het aanwakkeren van nieuwsgierigheid door middel van interactieve ervaringen met hedendaagse technologieën en historische computers.
Het museum sloot zijn deuren in februari 2020 vanwege de coronapandemie en heropende daarna niet meer. In juni 2024 werd aangekondigd dat het museum permanent gesloten zal worden en dat de collectie, waarvan het grootste deel eigendom is van de nalatenschap van Paul Allen en niet van het museum zelf, geveild zal worden.